# Seznam Tizianových děl
Seznam Tizianových děl je seznamem výtvarných prací italského renesančního malíře Tiziana (1477/1490 - 1576), významného představitele benátské malířské školy. Během svého dlouhého a mimořádně plodného života obohatil evropské umění vynikajícími náboženskými, mytologickými a portrétními díly.

## 1505–1520
- Adonisova smrt, 1505 - 1510, Museo Civico, Padova
- Legenda o Polydorovi, 1505 - 1510, Museo Civico, Padova
- Kristus padá pod křížem, 1506 - 1507, Scuola Grande di San Rocco, Benátky
- Papež Alexandr VI. představuje Jacopa Pesaro svatému Petrovi, 1506 - 1511, Královské muzeum výtvarných umění, Antverpy
- Orfeus a Eurydika, kolem 1508, Accademia Carrara, Bergamo
- La Schiavona, 1508 - 1510, Národní galerie, Londýn
- Kristus a cizoložnice, 1508 - 1510, Kelvingrove Art Gallery and Museum, Glasgow
- Koncert, kolem 1510, Palazzo Pitti, Florencie
- Portrét Ludovica Ariosta, kolem 1510, Národní galerie, Londýn
- Svatá rodina s pastýřem, kolem 1510, Národní galerie, Londýn
- Panna Marie s Dítětem a svatými, kolem 1510, Louvre, Paříž
- Cikánská Madona, 1510, Uměleckohistorické muzeum, Vídeň
- Madona a Dítě se svatými Antonínem Paduánským a Rochem, kolem 1511, Museo del Prado, Madrid
- Svatý Marek se čtyřmi světci, kolem 1511, Bazilika Santa Maria della Salute, Benátky
- Noli me tangere, kolem 1512, Národní galerie, Londýn
- Portrét Pietra Aretina, kolem 1512, Palazzo Pitti, Řím
- Kristus a cizoložnice, 1512 - 1515,Uměleckohistorické muzeum, Vídeň
- Portrét houslisty, 1512 - 1513, Galleria Borghese, Řím
- Portrét muže, 1512 - 1513, Alte Pinakothek, Mnichov
- Portrét muže s čepicí a rukavicemi, 1512 - 1515, Garrowby Hall, Londýn
- Svatá rodina s donátorem, 1513 - 1514, Alte Pinakothek, Mnichov
- Madona a Dítě se svatými Kateřinou, Dominikem a donátorem, 1512 - 1516, Fondazione Magnani Rocca, Parma
- Zázrak s novorozeným Dítětem, 1511, Scuola del Santo, Padova
- Léčení prchlivého syna, 1511, Scuola del Santo, Padova
- Tři období muže, kolem 1512, Skotská národní galerie, Edinburgh
- Toaleta mladé ženy, 1512 - 1515, Národní galerie, Praha
- Toaleta mladé ženy, 1512 - 1515, Louvre, Paříž
- Hostina bohů, 1514, Národní galerie, Londýn (s Giovannim Bellinim)
- Portrét Jacopa Sannazara, 1514 - 1518, Královská kolekce, Londýn
- La Bella Gatta, kolem 1514, Uměleckohistorické muzeum, Vídeň
- Salome, 1515, Galleria Doria-Pamphilj, Řím
- Flóra, kolem 1515, Galleria degli Uffizi, Florencie
- Portrét hudebníka, kolem 1515, Palazzo Spada, Řím
- Láska nebeská a pozemská, kolem 1515, Galleria Borghese, Řím
- Vanity, kolem 1515, Alte Pinakothek, Mnichov
- Nanebevzetí Panny Marie, 1516 - 1518, Bazilika Santa Maria Gloriosa dei Frari, Benátky
- Portrét muže v červené čepici, kolem 1516, Frick Collection, New York
- Maltézský rytíř, kolem 1518, Galleria degli Uffizi, Florencie
- Portrét Gian Giacoma Bartolottiho, 1518, Uměleckohistorické muzeum, Vídeň
- Bakchanálie, 1518 - 1519, Museo del Prado, Madrid
- Venušina slavnost, 1518 - 1519, Museo del Prado, Madrid
- Pesaro Madona, 1519 - 1526, Bazilika Santa Maria Gloriosa dei Frari, Benátky
- Vincenzo Mosti, kolem 1520, Palazzo Pitti, Florencie
- Venuše vynořující se z vln, kolem 1520, Skotská národní galerie, Edinburgh
- Madona ve slávě s Ježíškem se svatými Františkem, Alvisem a donátorem, 1520, Museo Civico, Ancona
- Madona s Dítětem a svatými Štěpánem, Jeronýmem a Mauriciem, 1520, Uměleckohistorické muzeum, Vídeň

## 1521–1540
- Bakchus a Ariadna, 1522 - 1523, Národní galerie, Londýn
- Muž s rukavicí, kolem 1523, Louvre, Paříž
- Kladení do hrobu, 1523 - 1526, Louvre, Paříž
- Svatý Kryštof, 1524, Dóžecí palác, Benátky
- Portrét Federica Gonzaga, kolem 1525, Museo del Prado, Madrid
- Portrét Tomase nebo Vincenza Mostiho, kolem 1526, Palazzo Pitti, Florencie
- Portrét Ippolita Riminaldiho, kolem 1528, Accademia di San Luca, Řím
- Portrét Eleonory Gonzaga, kolem 1530, Galleria degli Uffizi, Florencie
- Svatý Petr Mučedník, 1530, Bazilika Santi Giovanni e Paolo, Benátky
- Madona s Dítětem a svatými, 1530, Národní galerie, Londýn
- Madona a Dítě se svatou ženou a malým svatým Janem Křtitelem, 1530, Kimbell Art Museum, Fort Worth
- Madona a Dítě se svatou Kateřinou a zajícem, 1530, Louvre, Paříž
- Večeře v Emauzích, kolem 1530, Louvre, Paříž
- Marie Magdaléna, kolem 1532, Palazzo Pitti, Florencie
- Portrét Jacopa Dolfina, kolem 1532, Los Angeles County Museum of Art, Los Angeles
- Portrét Ippolita dei Medici, 1532 - 1534, Palazzo Pitti, Florencie
- Karel V. se svým psem, 1533, Museo del Prado, Madrid
- Mariina cesta do chrámu, 1534 - 1538, Galleria dell'Accademia, Benátky
- Zvěstování, kolem 1535, Scuola Grande di San Rocco, Benátky
- Jupiter a Antiope, 1535 - 1540, přemaleb 1560, Louvre, Paříž
- La Bella, 1536, Palazzo Pitti, Florencie
- Portrét Isabely d'Este, 1536, Uměleckohistorické muzeum, Vídeň
- Portrét mladé ženy, kolem 1536, Ermitáž, Sankt Peterburg
- Portrét Francesca Marii della Rovere, 1536 - 1538, Galleria degli Uffizi, Florencie
- Portrét Giulia Romana, kolem 1536, Palazzo della Provincia, Mantova
- Urbinská Venuše, 1538, Galleria degli Uffizi, Florencie
- Portrét Františka I., 1539, Louvre, Paříž
- Markýz del Vasto káže svým vojákům, 1539 - 1541, Museo del Prado, Madrid
- Portrét Pietra Bemba, kolem 1540, Národní galerie umění, Washington
- Rodina Vendraminů pod svatým křížem, 1540 - 1545, Národní galerie, Londýn
- Mladý Angličan, 1540 - 1545, Palazzo Pitti, Florencie
- Portrét Benedetta Varchiho, 1540, Uměleckohistorické muzeum, Vídeň

## 1541–1550
- Portrét Ranuccia Farnese, kolem 1542, Národní galerie umění, Washington
- Portrét dóžete Niccola Marcella, 1542, Vatikánská muzea, Vatikán
- Portrét Clarissy Strozzi, 1542, Berlínská státní muzea, Berlín
- Korunování trním, 1542, Louvre, Paříž
- Svatý Jan Křtitel, 1542, Galleria dell'Accademia, Benátky
- Portrét Kateřiny Coronaro jako svaté Kateřiny Alexandrijské, 1542, Galleria degli Uffizi, Florencie
- Kain zabíjí Ábela, 1542 - 1544, Bazilika Santa Maria della Salute, Benátky
- Abraham obětuje Izáka, 1542 - 1544, Bazilika Santa Maria della Salute, Benátky
- David a Goliáš, 1542 - 1544, Bazilika Santa Maria della Salute, Benátky
- Nanebevstoupení Krista, 1542 - 1544, Dóžecí palác, Benátky
- Ecce Homo, 1543, Uměleckohistorické muzeum, Vídeň
- Portrét papeže Pavla III., 1543, Museo di Capodimonte, Neapol
- Portrét papeže Pavla III., 1543, Uměleckohistorické muzeum, Vídeň
- Portrét Daniela Barbara, 1545, Museo del Prado, Madrid
- Portrét Pietra Aretina, kolem 1545, Palazzo Pitti, Řím
- Seslání Ducha svatého, kolem 1545, Bazilika Santa Maria della Salute, Benátky
- Panna a Dítě, kolem 1545, Museo Thyssen-Bornemisza, Madrid
- Danae, 1545, Museo di Capodimonte, Neapol
- Portrét dóžete Andrey Grittiho, kolem 1545, Národní galerie umění, Washington
- Portrét papeže Julia II., 1545 - 1546, Palazzo Pitti, Florencie
- Portrét kardinála Pietra Bemba, 1545 - 1546, Muzeum krásného umění, Budapešť
- Portrét kardinála Alessandra Farnese, 1545 - 1546, Museo di Capodimonte, Neapol
- Portrét umělcovy dcery lavinou, kolem 1545, Museo di Capodimonte, Neapol
- Portrét Pietra Aretina, 1545, Palazzo Pitti, Florencie
- Papež Pavel III. s vnuky Alessandrem a Ottaviem z rodu Farnese, 1546, Museo di Capodimonte, Neapol
- Portrét vévody Piera Luigiho Farnese, kolem 1546, Museo di Capodimonte, Neapol
- Ecce Homo, 1548, Museo del Prado, Madrid
- Jezdecký portrét Karla V., 1548, Museo del Prado, Madrid
- Karel V. v křesle, 1548, Alte Pinakothek, Mnichov
- Portrét Antonia Porcia kolem 1548, Pinacoteca di Brera, Milán
- Prométheus, 1548, Museo del Prado, Madrid
- Portrét Pietra Aretina, kolem 1548, Frick Collection, New York
- Izabela Portugalská, 1548, Museo del Prado, Madrid
- Sisyfos, 1548 - 1549, Museo del Prado, Madrid
- Titáni, 1548 - 1549, Museo del Prado, Madrid
- Svatý Jan Almužník 1549, Kostel San Giovanni Elemosinario, Benátky
- Adam a Eva, 1550, Museo del Prado, Madrid

## 1551–1560
- Venuše a Kupidus, kolem 1550, Galleria degli Uffizi, Florencie
- Venuše a Adonis, kolem 1550, Galleria Nazionale d'Arte Antica, Řím
- Portrét Antonia Anselmiho, kolem 1550, Museo Thyssen-Bornemisza, Madrid
- Venuše s varhaníkem a pejskem, 1550, Museo del Prado, Madrid
- Venuše s varhaníkem, amoretem a pejskem, 1550, Berlínská státní muzea, Berlín
- Portrét Filipa II. v brnění, 1550 - 1551, Museo del Prado, Madrid
- Portrét muže v uniformě, 1550 - 1552, Státní muzea, Kassel
- Portrét kardinála Cristofora Madruzza, 1552, São Paulo Museum of Art, São Paulo
- Svatá Trojice, 1552 - 1554, Museo del Prado, Madrid
- Mater Dolorosa, 1553 - 1554, Museo del Prado, Madrid
- Danae, 1553 - 1554, Museo del Prado, Madrid
- Danae, 1554, Uměleckohistorické muzeum, Vídeň
- Danae, 1554, Ermitáž, Sankt Peterburg
- Portrét Filipa II., 1554, Palazzo Pitti, Florencie
- Venuše a Adonis, 1554, Museo del Prado, Madrid
- Portrét Marcantonia Trevisaniho, 1554, Muzeum krásného umění, Budapešť
- Portrét dóžete Francesca Venieriho, 1554 - 1556, Museo Thyssen-Bornemisza, Madrid
- Perseus a Andromeda, 1554 - 1556, Wallace Collection, Londýn
- Venušina toaleta, kolem 1555, Ca' d'Oro, Benátky
- Mladá žena s mísou ovoce, kolem 1555, Berlínská státní muzea, Berlín
- Mater Dolorosa, kolem 1555, Museo del Prado, Madrid
- Ukřižovaný, kolem 1555, El Escorial, Madrid
- Venušina toaleta, kolem 1555, Národní galerie umění, Washington
- Portrét dámy v bílém, kolem 1556, Galerie starých mistrů (Drážďany), Drážďany
- Diana a Akteon, 1556 - 1559, Skotská národní galerie, Edinburgh
- Diana a Kallisto, 1556 - 1559, Skotská národní galerie, Edinburgh
- Zvěstování, kolem 1557, Museo di Capodimonte, Neapol
- Utrpení svatého Vavřince, 1557 - 1559, Kostel Santa Maria del Rosario, Benátky
- Ukřižovaný, kolem 1558, Museo Civico, Ancona
- Kladení do hrobu, 1559, Museo del Prado, Madrid
- Svatá Markéta, 1559, Museo del Prado, Madrid
- Únos Evropy, 1559 - 1562, Isabella Stewart Gardner Museum, Boston
- Moudrost, 1560, Biblioteca Nazionale Marciana, Benátky
- Svatý Jeroným, 1560, Pinacoteca di Brera, Milán
- Bičování Krista, kolem 1560, Galleria Borghese, Řím
- Portrét muže v hermelínovém plášti, 1560, Uměleckohistorické muzeum, Vídeň

## 1561–1570
- Portrét muže s palmou, 1561, Galerie starých mistrů (Drážďany), Drážďany
- Akteonova smrt, 1562, Národní galerie, Londýn
- Autoportrét, kolem 1562, Berlínská státní muzea, Berlín
- Zvěstování, 1562 - 1564, Kostel svatého Salvátora, Benátky
- Madona a Dítě ve večerní zemi, 1562 - 1565, Alte Pinakothek, Mnichov
- Svatý Mikuláš, 1563, Kostel svatého Šebestiána, Benátky
- Kristus padající pod křížem kolem 1565, Museo del Prado, Madrid
- Svatý Dominik, kolem 1565, Galleria Borghese, Řím
- Venuše zavazující oči amorovi, kolem 1565, Galleria Borghese, Řím
- Marie Magdaléna, kolem 1565, Ermitáž, Sankt Peterburg
- Madona a Dítě, 1565 - 1570, Národní galerie, Londýn
- Alegorie času, kolem 1565, Národní galerie, Londýn
- Kristus a dobrý zločinec kolem 1566, Pinacoteca Nazionale, Bologna
- Autoportrét, kolem 1566, Museo del Prado, Madrid
- Marie Magdaléna, 1567, Museo di Capodimonte, Neapol
- Utrpení svatého Vavřince, 1567, El Escorial, Madrid
- Portrét Jacopa Strada, 1567 - 1568, Uměleckohistorické muzeum, Vídeň
- Tarquinius a Lukrécie, 1568 - 1571, Fitzwilliam Museum, Cambridge
- Apollo a Marsyas, kolem 1570, Arcibiskupský zámek, Kroměříž
- Korunování trním, 1570, Alte Pinakothek, Mnichov
- Nymfa a pastýř, kolem 1570, Uměleckohistorické muzeum, Vídeň
- Tarquinius a Lukrécie, kolem 1570, Akademie výtvarných umění, Vídeň
- Tarquinius a Lukrécie, 1570, Muzeum krásných umění, Bordeaux
- Svatý Jeroným 1570 - 1575, Museo Thyssen-Bornemisza, Madrid
- Kain a Ábel, 1570 - 1576, Bazilika Santa Maria della Salute, Benátky

## 1571–1576
- Korunování trním, 1572 - 1576, Alte Pinakothek, Mnichov
- Klečící dóže Antonio Grimani, 1572 - 1576, Dóžecí palác, Benátky
- Posmívání se Kristu, 1575, Art Museum, St. Louis
- Svatý Jeroným, 1575, El Escorial, Madrid
- Filip II. obětuje dona Fernanda za vítězství, před 1575, Museo del Prado, Madrid
- Posílení náboženství ve Španělsku, 1575, Museo del Prado, Madrid
- Svatý Šebestián, kolem 1575, Ermitáž, Sankt Peterburg
- Chlapec se psy, 1575 - 1576, Museum Boijmans Van Beuningen, Rotterdam
- Pastýř a nymfa, 1575 - 1576, Uměleckohistorické muzeum, Vídeň
- Pieta, 1576, Galleria dell'Accademia, Benátky